# Orphan Black
Orphan Black là một bộ phim truyền hình, khoa học giả tưởng, trinh thám, giật gân của Canada được tạo ra bởi nhà biên kịch Graeme Manson và đạo diễn John Fawcett với sự tham gia của Tatiana Maslany. Loạt phim tập trung vào Sarah Manning, một trong những người được nhân bản. Loạt bài đặt ra các vấn đề về tác động luân lý và đạo đức của việc nhân bản con người và ảnh hưởng của nó đối với danh tính.

## Nội dung
Sarah, một kẻ bịp bợm tình cờ chứng kiến hành động tự sát kinh hoàng của Beth, một phụ nữ có ngoại hình giống hệt cô. Sarah lấy giấy tờ của Beth với ý định trộm cắp tài sản, với những gì Beth để lại, Sarah biết mình là một người nhân bản. Cô gặp thêm một số bản sao khác trong đó có Alison Hendrix và Cosima Niehaus. Tiếp tục với điều tra của Beth để lại, Sarah tìm hiểu về phong trào khoa học Neolution của Dyad Institute. Cô biết thêm về Rachel Duncan, một bản sao khác có vai trò lớn tại Dyad. Công ty này cũng bố trí nhưng người giám sát bên cạnh các bản sao để nghiên cứu về họ. Một bản sao khác là Helena được dạy dỗ bởi Tomas và Maggie Chen, hai thành viên của Proletheans và được đào tạo thành sát thủ đi giết các chị em nhân nhân bản khác. Dần già, Sarah cảm hóa được Helena đứng về phía các chị em của mình.
Các phe Proletheans và Dyad phát hiện ra Sarah có một cô con gái là Kira, đứa bé được sinh ra theo cách tự nhiên, đứa trẻ duy nhất được một người nhân bản sinh ra. Với các biến đổi gen từ mẹ khiến Kira có thể hồi phục nhanh hơn người bình thường và trở thành mục tiêu nghiên cứu. Sarah vừa phải bảo vệ, che giấu con gái vừa tìm hiểu về dự án nhân bản, cô biết được ngoài dự án Leda nhân bản nữ còn có dự án Castor với các nhân bản nam phục vụ cho quân đội. Những người nhân bản này không hoàn hảo, họ bị một số hội chứng ảnh hưởng đến tính mạng, ngoại trừ Sarah và Helena.

## Phân vai

### Diễn viên chính

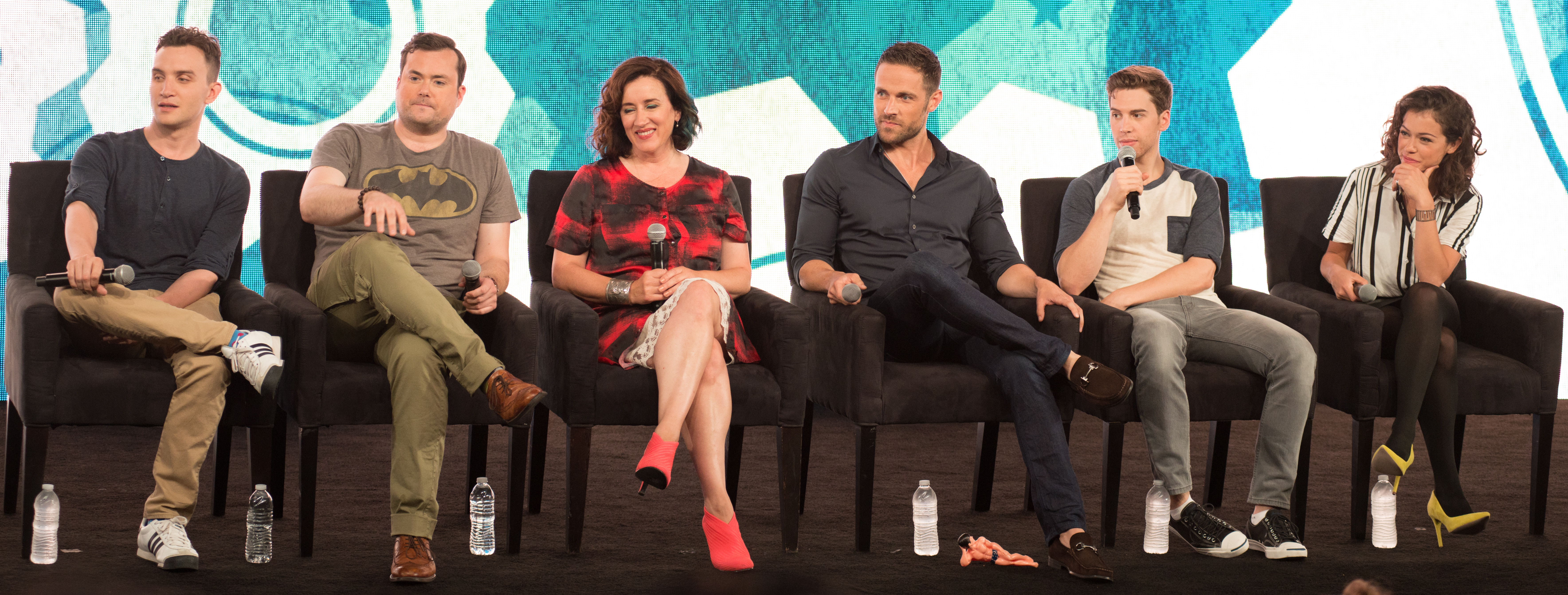
Dàn diễn viên của Orphan Black, từ trái sang: Ari Millen, Kristian Bruun, Maria Doyle Kennedy, Dylan Bruce, Jordan Gavaris, và Tatiana Maslany

- Tatiana Maslany: Các nhân bản nữ:  Sarah Manning, Alison Hendrix, MK / Mika / Veera Suominen, Cosima Niehaus, Helena, Rachel Duncan, Elizabeth "Beth" Childs.

có hơn 200 nhân bản nữ Leda, tất cả đều sinh năm 1984 bời nhiều người phụ nữ với phương pháp thụ tinh ống nghiệm.
- Dylan Bruce: Paul Dierden
- Jordan Gavaris: Felix "Fee" Dawkins
- Kevin Hanchard: Art Bell
- Maria Doyle Kennedy: Siobhan Sadler
- Evelyne Brochu: Delphine Cormier
- Ari Millen: các nhân bản nam: Mark Rollins, Ira và một số nhân bản nam khác của dự án Castor.
- Kristian Bruun: Donnie Hendrix
- Josh Vokey: Scott Smith

### Diễn viên phụ
- Skyler Wexler: Kira Manning
- Inga Cadranel: Angie Deangelis
- Matt Frewer: Aldous Leekie
- Michiel Huisman: Cal Morrison
- Michelle Forbes: Marion Bowles
- Cynthia Galant: Charlotte Bowles
- Peter Outerbridge: Henrik Hank Johanssen
- Zoé De Grand Maison: Gracie Johanssen
- Andrew Gillies: Ethan Duncan
- Rosemary Dunsmore: Susan Duncan
- Kyra Harper: Virginia Coady
- James Frain: Ferdinand Chevalier,
- Alison Steadman: Kendall Malone
- Jessalyn Wanlim: Evie Cho
- Lauren Hammersley: Adele
- Stephen McHattie: John Mathieson / Percival P.T. Westmorland

## Các tập phim
Phát sóng trên BBC America
| Mùa | Mùa | Số tập | Số tập | Phát sóng gốc       | Phát sóng gốc       |
| Mùa | Mùa | Số tập | Số tập | Phát sóng lần đầu   | Phát sóng lần cuối  |
| --- | --- | ------ | ------ | ------------------- | ------------------- |
|     | 1   | 10     | 10     | 30 tháng 3 năm 2013 | 1 tháng 6 năm 2013  |
|     | 2   | 10     | 10     | 19 tháng 4 năm 2014 | 21 tháng 6 năm 2014 |
|     | 3   | 10     | 10     | 18 tháng 4 năm 2015 | 20 tháng 6 năm 2015 |
|     | 4   | 10     | 10     | 14 tháng 4 năm 2016 | 16 tháng 6 năm 2016 |
|     | 5   | 10     | 10     | 10 tháng 6 năm 2017 | 12 tháng 8 năm 2017 |

## Giải thưởng
Bộ phim dành được 68 giải thưởng trên tổng số 140 đề cử dành cho bộ phim và các cá nhân tham gia sản xuất. Dưới đây là một số giải nổi bật đã giành được:
| Giải thưởng                       | Hạng mục                                        | Đối tượng thắng giải | Năm giành giải         |
| --------------------------------- | ----------------------------------------------- | -------------------- | ---------------------- |
| Canadian Screen Awards            | Nữ diễn viên chính thể loại chính kịch dài tập  | Tatiana Maslany      | 2014, 2015, 2016, 2017 |
| Canadian Screen Awards            | Chính kịch dài tập                              | Bộ phim              | 2014, 2015, 2017       |
| Canadian Screen Awards            | Nam diễn viên chính thể loại chính kịch dài tập | Ari Millen           | 2016                   |
| Critics' Choice Television Awards | Nữ diễn viên chính thể loại chính kịch dài tập  | Tatiana Maslany      | 2013, 2014             |
| Critics' Choice Television Awards | Nữ diễn viên chính thể loại chính kịch dài tập  | Tatiana Maslany      | 2016                   |
| IGN Awards                        | Nữ diễn viên phim truyền hình                   | Tatiana Maslany      | 2013                   |
| IGN Awards                        | Phim truyền hình thể loại khoa học giả tưởng    | Bộ phim              | 2013                   |

## Đón nhận

### Đánh giá
Mùa 1 nhận được số điểm 73/100 từ các chuyên gia trên Metacritic và 94% đánh giá trên Rotten Tomatoes.
Mùa 2 nhận được số điểm 79/100 trên Metacritic và 97% trên Rotten Tomatoes
Mùa 3 có số điểm 70/100 trên Metacritic và 85% trên Rotten Tomatoes
Mùa 4 có số điểm 80/100 trên Metacritic và 97% trên Rotten Tomatoes
Mùa 5 được 83/100 trên Metacritic và 95% trên Rotten Tomatoes

### #Clonesclub
Bộ phim có cộng đồng người hâm mộ với tên gọi là #Clonesclub.

### Trò chơi
Bộ phim đã miêu tả các trò chơi cờ bàn (boardgames) chiến lược hiện đại như một phần của cốt truyện (ý tưởng của người đồng sáng tạo John Fawcett và cũng là một người đam mê trò chơi cờ).  Chúng bao gồm Runewars, Agricola, Descent: Journeys in the Dark, Dead of Winter, Gloomhaven và Scythe.

## Các phiên bản

### Truyện tranh
Tháng 7-2014, có thông báo phiên bản truyện tranh sẽ được phát hành bởi IDW Publishing đầu năm 2015. Tập đầu đã được phát hành vào 2-2015, bộ truyện được viết bởi người sáng tạo ra series là John Fawcett và Graeme Manson.

### Âm nhạc
Tháng 5-2015, hai album được phát hành bởi Varèse Sarabande Records bao gồm âm nhạc của mùa 1 và 2. Nhạc nền được soạn bởi Trevor Yuile và album bao gồm các ca khúc sử dụng trong phim.

### Truyện audio
Tháng 6-2019, một truyện audio gồm 10 tập với tựa Orphan Black: The Next Chapter được công bố, với Tatiana Maslany là diễn viên chính. Lấy bối cảnh 8 năm sau phần kết của phiên bản truyền hình. Malka Older là nhà sản xuất với Mishell Baker, Lindsay Smith, Heli Kennedy, Madeline Ashby và E.C. Myers làm biên kịch. bộ truyện được phát hành trên nền tảng Serial Box, tập đầu được phát sóng ngày 12-9-2019. Mùa hai được phát hành tháng 10-2021, đồng sản xuất bởi Realm và AMC Networks, có thêm sự tham gia của dàn diễn viên chính của phim truyền hình Jordan Gavaris, Kristian Bruun và Evelyne Brochu.

### Phiên bản Nhật Bản
Phiên bản làm lại bằng tiếng Nhật với tựa đề Orphan Black – 7 Genes, bắt đầu từ ngày 2-12-2017, trên Fuji Television, diễn viên ca sĩ Hàn Quốc Kang Ji-young trong vai Sara Aoyama, một người mẹ đơn thân đã chứng kiến cảnh tự sát của một người phụ nữ giống hệt cô. Bản làm lại được sản xuất bởi Telepack cho Tokai TV theo bản quyền của BBC Worldwide.

## Phần liên quan
Tháng 3-2019, có thông tin về loạt phim mới lấy bối cảnh trong vũ trụ Orphan Black sắp được phát triển bởi AMC và do Temple Street Productions sản xuất.
Tháng 2-2022, có công bố Anna Fishko sẽ là nhà biên kịch của serie. Tháng 4-2022, serie được quyết định với tự đề Orphan Black: Echoes với lịch phát sóng vào năm 2023 trên AMC và AMC+. Tháng 7-2022, Krysten Ritter được chọn đóng vai chính, Lucy.